# Russia ai Giochi della V Olimpiade
La Russia partecipò ai Giochi della V Olimpiade che si sono svolti a Stoccolma dal 5 maggio al 27 luglio 1912, con una delegazione di 159 atleti impegnati in quindici discipline.